# Cagayan de Oro
Cagayan de Oro è una città indipendente delle Filippine, geograficamente ubicata nella Provincia di Misamis Oriental, nella Regione del Mindanao Settentrionale; la città è amministrativamente indipendente dalla provincia, ma ne è il capoluogo, oltre ad essere inserita in essa dalle statistiche ufficiali.

## Geografia antropica
Cagayan de Oro è formata da 80 baranggay:
- Agusan
- Baikingon
- Balubal
- Balulang
- Barangay 1 (Pob.)
- Barangay 2 (Pob.)
- Barangay 3 (Pob.)
- Barangay 4 (Pob.)
- Barangay 5 (Pob.)
- Barangay 6 (Pob.)
- Barangay 7 (Pob.)
- Barangay 8 (Pob.)
- Barangay 9 (Pob.)
- Barangay 10 (Pob.)
- Barangay 11 (Pob.)
- Barangay 12 (Pob.)
- Barangay 13 (Pob.)
- Barangay 14 (Pob.)
- Barangay 15 (Pob.)
- Barangay 16 (Pob.)
- Barangay 17 (Pob.)
- Barangay 18 (Pob.)
- Barangay 19 (Pob.)
- Barangay 20 (Pob.)
- Barangay 21 (Pob.)
- Barangay 22 (Pob.)
- Barangay 23 (Pob.)

- Barangay 24 (Pob.)
- Barangay 25 (Pob.)
- Barangay 26 (Pob.)
- Barangay 27 (Pob.)
- Barangay 28 (Pob.)
- Barangay 29 (Pob.)
- Barangay 30 (Pob.)
- Barangay 31 (Pob.)
- Barangay 32 (Pob.)
- Barangay 33 (Pob.)
- Barangay 34 (Pob.)
- Barangay 35 (Pob.)
- Barangay 36 (Pob.)
- Barangay 37 (Pob.)
- Barangay 38 (Pob.)
- Barangay 39 (Pob.)
- Barangay 40 (Pob.)
- Bayabas
- Bayanga
- Besigan
- Bonbon
- Bugo
- Bulua
- Camaman-an
- Canito-an
- Carmen
- Consolacion

- Cugman
- Dansolihon
- F. S. Catanico
- Gusa
- Indahag
- Iponan
- Kauswagan
- Lapasan
- Lumbia
- Macabalan
- Macasandig
- Mambuaya
- Nazareth
- Pagalungan
- Pagatpat
- Patag
- Pigsag-an
- Puerto
- Puntod
- San Simon
- Tablon
- Taglimao
- Tagpangi
- Tignapoloan
- Tuburan
- Tumpagon